# Estaciones del Metro de Nueva York

El actual mapa del Sistema del Metro de Nueva York; el Ferrocarril de Staten Island es una entidad separada del Metro de Nueva York

El Metro de Nueva York es un sistema de tránsito rápido que sirve a los cinco boroughs de la Ciudad de Nueva York en el estado de Nueva York: el Bronx, Brooklyn, Manhattan y Queens. Su operador es la Autoridad de Tránsito de la Ciudad de Nueva York, en la cual también es administrado por la Autoridad Metropolitana del Transporte de Nueva York. 5.225 millones usan el sistema diariamente, convirtiéndolo en el sistema de metro más transitado de los Estados Unidos y el cuarto en el mundo.
El actual sistema del Metro de Nueva York está compuesto por tres antiguos diferentes sistemas que se fusionaron en 1940: el Interborough Rapid Transit Company (IRT), el Brooklyn-Manhattan Transit Corporation (BMT) y el Independent Subway System (IND). La empresa privada IRT, fundada en 1902, construyó y operó las primeras líneas subterráneas en la Ciudad de Nueva York. Con la apertura de esta línea el 27 de octubre de 1904 es comúnmente citada como el moderno Metro de Nueva York, aunque algunas líneas elevadas de las divisiones IRT y BMT que fueron inicialmente incorporadas al Metro de Nueva York, pero después fueron demolidas. La BMT, fundada en 1923 y también empresa privada, fue fundada tras la bancarrota del Brooklyn Rapid Transit Company. La IND fue creada por la Ciudad de Nueva York en 1921 para que fuera una municipalidad competidora de las empresas privadas. Con su unificación en 1940 por la Junta de Transporte de la Ciudad de Nueva York, el sistema de Nueva York pasó a ser operado por una misma empresa. La Autoridad de Transporte de la Ciudad de Nueva York, creada en 1953 para que fuese una corporación pública benéfica, que adquirió el Metro y la infraestructura ferroviaria de superficie (buses y trolebuses) de la Junta del Transporte, continúa siendo el actual operador del Metro de Nueva York.
El número oficial de estaciones es de 468; sin embargo, esta tabulación clasifica a algunas estaciones de transferencias como dos o más estaciones, llamadas "complejos de estaciones" dentro de la nomenclatura de la estación. Si en los complejos de las estaciones, las estaciones son contadas como una, entonces el número sería de 423. 31 complejos de estaciones existen. La razón por la cual generalmente se cuenta en un número mayo de estaciones se remonta a la historia del Metro: las estaciones de la IRT, BMT y IND usualmente son contadas separadamente, especialmente si sus líneas no están paralelamente, adyacente o una encima de la otra en cada nivel. Sin importar en como las estaciones están contadas, el Metro de Nueva York tiene el mayor número de estaciones en el mundo. Dentro del número de estaciones se encuentra una estación que actualmente se encuentra cerrada: Calle Cortlandt de la línea de la Séptima Avenida–Broadway. La estación fue cerrada cuando fue demolida durante los atentados del 11 de septiembre de 2001. También hay un sinnúmero de estaciones cerradas, la mayoría fueron estaciones de la que fueron una vez las líneas elevadas operadas por la IRT y la BMT.
La estación más nueva del sistema es South Ferry de la línea de la Séptima Avenida–Broadway (trenes del servicio 1), inaugurada del 16 de marzo de 2009 como reemplazo de la estación South Ferry loops. La Autoridad Metropolitana del Transporte está actualmente construyendo cuatro nuevas estaciones para el Metro de Nueva York. Una extensión de la línea Flushing (trenes del servicio 7 <7>), llamada 7 Subway Extension, en la cual iniciaría en la Calle 34 y la 11.ª Avenida como parte del nuevo proyecto del Proyecto de Reurbanización Hudson Yards. Las otras tres estaciones están siendo construidas como parte de la nueva línea de la Segunda Avenida, para eliminar la congestión a lo largo de la línea de la Avenida Lexington (trenes del servicio 4 5 6 <6>), el corredor de Metro más transitado de los Estados Unidos. Las estaciones estarán localizadas en la Segunda Avenida en la Calle 72, Calle 86 y la Calle 96.
Las estaciones que comparten nombres idénticos están desambiguadas por el nombre de la línea/o la calle contraria en la cual cruza la estación. Por ejemplo, la "estación de la Calle 125" puede referirse a cuatro estaciones diferentes: la Calle 125 en la línea de la Octava Avenida (trenes del servicio A C E), la línea de la Séptima Avenida–Broadway (trenes del servicio 1), la línea de la Avenida Lenox (trenes del servicio 2 3) y la línea de la Avenida Lexington (4 5 6 <6> ). Esta misma situación ocurre numerosas veces.

## Configuraciones de las estaciones

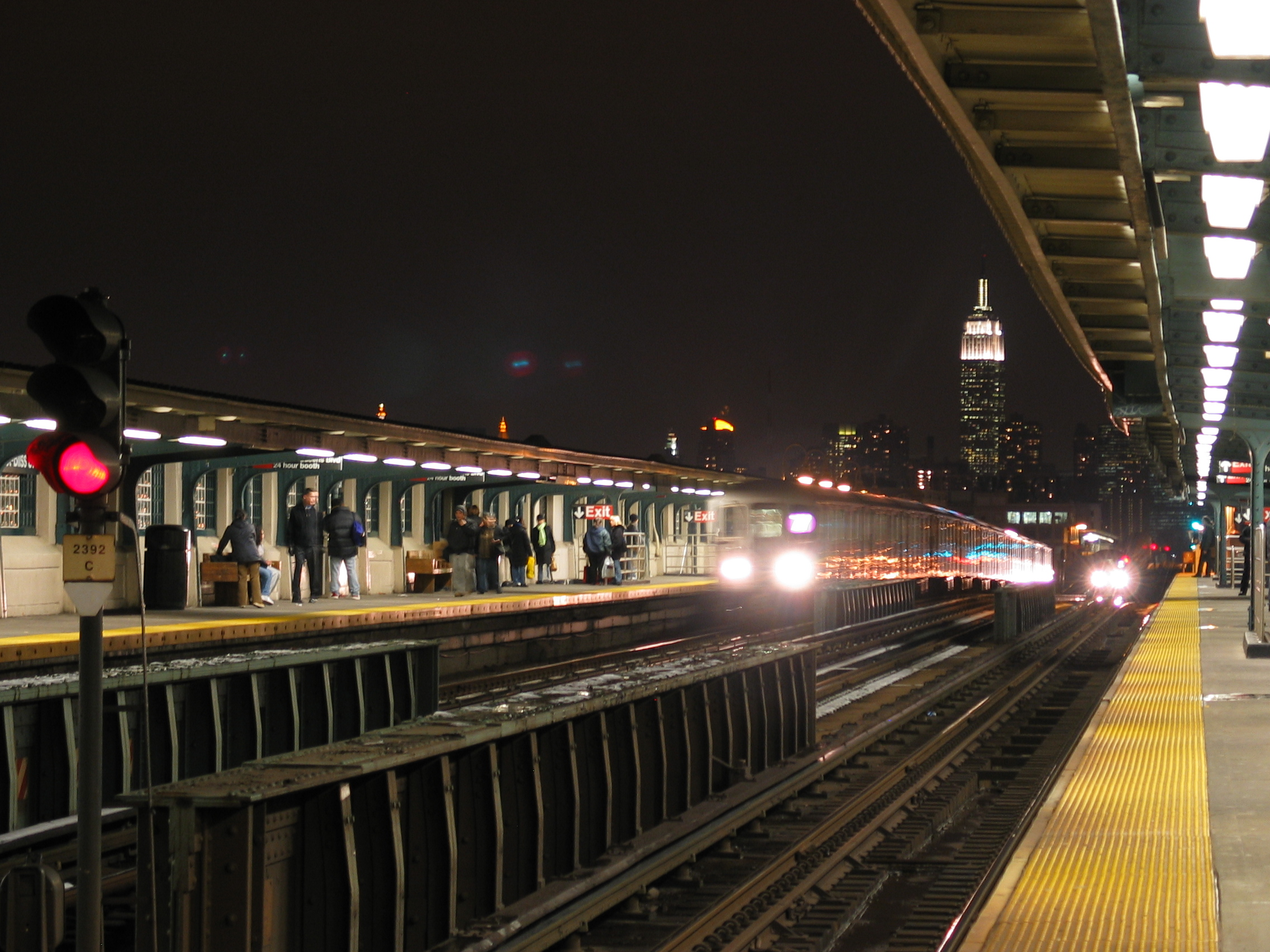
Estación de la Calle Bliss en la línea Flushing.

Muchas estaciones tienen Mezzanines o llamados también entrepisos. Esto permite a los pasajeros acceder por múltiples entradas y proceder a la plataforma correcta sin tener que cruzar la calle. También permite las interconexiones de los trenes entre uptown y el downtown en las plataformas laterales o los pares de plataformas centraless, muy útil cuando se cierran las vías férreas locales para construcciones.
Debido al gran número de líneas, una plataforma o grupos de plataformas a menudo ofrecen más de un servicio (a diferencia de otros sistemas de metro, incluyendo al Metro de París, a excepción de algunas líneas del Subterráneo de Londres). Un pasajero debe mirar los letreros colgados en las entradas de las plataformas en cada sentido de cada vía, para asegurarse de tomar el tren correcto de la línea correcta.
El sistema del Metro de Nueva York cuenta con el siguiente número de configuraciones posibles para las plataformas:
- En una línea de dos vías, una estación puede tener una plataforma central usada para trenes de ambas direcciones, o 2 plataformas laterales, una para cada tren en cada dirección.
- Para una línea de 3 o 4 vías, las paradas locales tendrán plataformas laterales y las del centro una o dos vías para trenes que no pararan en la estación.
- Para la mayoría de las paradas expresas de 3 o 4 vías, habrá dos plataformas centrales, una para los trenes en dirección local y expreso para el otro, y otra para trenes locales y expreso en la otra dirección.
- En una configuración de 3 vías, la vía central puede ser usada hacia el centro de la ciudad en las mañanas, y alejándose del centro en las tardes, aunque no todas las líneas de 3 vías usan ese servicio expreso.

En pocos casos, una estación de 4 vías tiene una plataforma central usada para las vías de los trenes expresos, y dos plataformas laterales para las vías de los trenes locales. Aunque en esos casos, solo ocurre en las primeras tres estaciones más cercanas a una importante estación ferroviaria, donde la siguiente estación a lo largo de la misma línea es también una estación expresa, en la cual usa la configuración más común del sistema. El propósito de dividir las plataformas es para revenir que los pasajeros formen tumultos al tratar de transferirse de las estaciones locales a las estaciones expresas o viceversa. Uno de los ejemplos más visibles de este problema, es en la estación de la Avenida Atlantic de la línea Eastern Parkway (trenes del servicio 2 3 4 5) adyacente a la estación expresa de la Calle Nevins, cuya conexión es hacia la Terminal Atlantic del Ferrocarril de Long Island; y la Calle 34-Estación Penn en la línea de la Séptima Avenida–Broadway (trenes del servicio 1) y la línea de la Octava Avenida (trenes del servicio A C E), adyacente a las estaciones expresas del Times Square–Calle 42 y la Calle 42–Terminal de Autobuses de la Autoridad Portuaria, cuya conexión es hacia la Estación Pensilvania, una de las dos estaciones más importantes de Nueva York. Este problema no sucede con las otras importantes estaciones de Nueva York, como la Grand Central Terminal, en la Grand Central de la línea de la Avenida Lexington (trenes del servicio 4 5 6 <6>), ya que no tiene una estación expresa adyacente. El sistema también cuenta con una estación de 6 vías, la estación de la Avenida DeKalb, cuyos trenes desde y hacia el Puente de Manhattan hacen paradas en las vías exteriores de una de las plataformas centrales, y evitando las estaciones que se encuentran en el centro de la vía ("vías expresas"). Los trenes desde y hacia el túnel de la Calle Montague paran a lo largo de la plataforma respectivamente desde las vías exteriores.

## Lista completa de las estaciones
La lista completa de las estaciones está dividida por borough. La segunda columna muestra el número de estaciones contadas por la Autoridad Metropolitana del Transporte. La tercera columna muestra el número de estaciones con "complejos", consideradas como una estación.
| Borough   | Número de estaciones (1) | Número de estaciones (2) | Complejos de estaciones | Servicios          |
| --------- | ------------------------ | ------------------------ | ----------------------- | ------------------ |
| El Bronx  | 70                       | 68                       | 2                       | 1 2 4 5 6 B D      |
| Brooklyn  | 170                      | 158                      | 9                       | (Avenida Franklin) |
| Manhattan | 147                      | 118                      | 18                      | (42nd Street)      |
| Queens    | 81                       | 79                       | 2                       | (Rockaway Park)    |
| Todas     | 468                      | 423                      | 31                      | 0                  |

## Complejos de estaciones
| Nombre del complejo de la estación                                | Servicios diurnos | Borough   |
| ----------------------------------------------------------------- | ----------------- | --------- |
| Calle 14/Sexta y Séptima Avenida                                  |                   | Manhattan |
| Calle 14–Octava Avenida                                           |                   | Manhattan |
| Calle 14–Union Square                                             |                   | Manhattan |
| Calle 23–Avenida Ely/Court Square                                 |                   | Queens    |
| Calle 34–Herald Square                                            |                   | Manhattan |
| Calle 42–Quinta Avenida–Bryant                                    |                   | Manhattan |
| Calle 59–Columbus Circle                                          |                   | Manhattan |
| Calle 149–Grand Concourse                                         |                   | el Bronx  |
| Calle 161–Estadio Yankee                                          |                   | el Bronx  |
| Calle 168–Washington Heights                                      |                   | Manhattan |
| Avenida Atlantic–Calle Pacific                                    |                   | Brooklyn  |
| Calle Bleecker/Broadway–Calle Lafayette                           |                   | Manhattan |
| Broadway Junction                                                 |                   | Brooklyn  |
| Puente de Brooklyn–City Hall /Calle Chambers                      |                   | Manhattan |
| Calle Canal                                                       |                   | Manhattan |
| Calle Chambers–World Trade Center/Park Place                      |                   | Manhattan |
| Calle Court–Borough Hall                                          |                   | Brooklyn  |
| Calle Delancey–Calle Essex                                        |                   | Manhattan |
| Cuarta Avenida–Calle 9                                            |                   | Brooklyn  |
| Avenida Franklin–Botanic Garden                                   |                   | Brooklyn  |
| Avenida Franklin–Calle Fulton                                     |                   | Brooklyn  |
| Calle Fulton/Broadway–Calle Nassau (Fulton Street Transit Center) |                   | Manhattan |
| Grand Central–Calle 42                                            |                   | Manhattan |
| Avenida Lexington/Calles 51 y 53                                  |                   | Manhattan |
| Avenida Lexington–Calle 59                                        |                   | Manhattan |
| Avenida Metropolitan–Calle Lorimer                                |                   | Brooklyn  |
| Avenidas Myrtle y Wyckoff                                         |                   | Brooklyn  |
| Avenida New Utrecht–Calle 62                                      |                   | Brooklyn  |
| Avenida Roosevelt–Calle 74                                        |                   | Queens    |
| South Ferry–Calle Whitehall                                       |                   | Manhattan |
| Times Square–Calle 42                                             |                   | Manhattan |
| Dos complejos en construcción                                     |                   |           |
| Calle 23–Avenida Ely/Court Square                                 | ( )               | Queens    |
| Calle Jay–Borough Hall/Calle Lawrence                             |                   | Brooklyn  |

## Estaciones con el mismo nombre

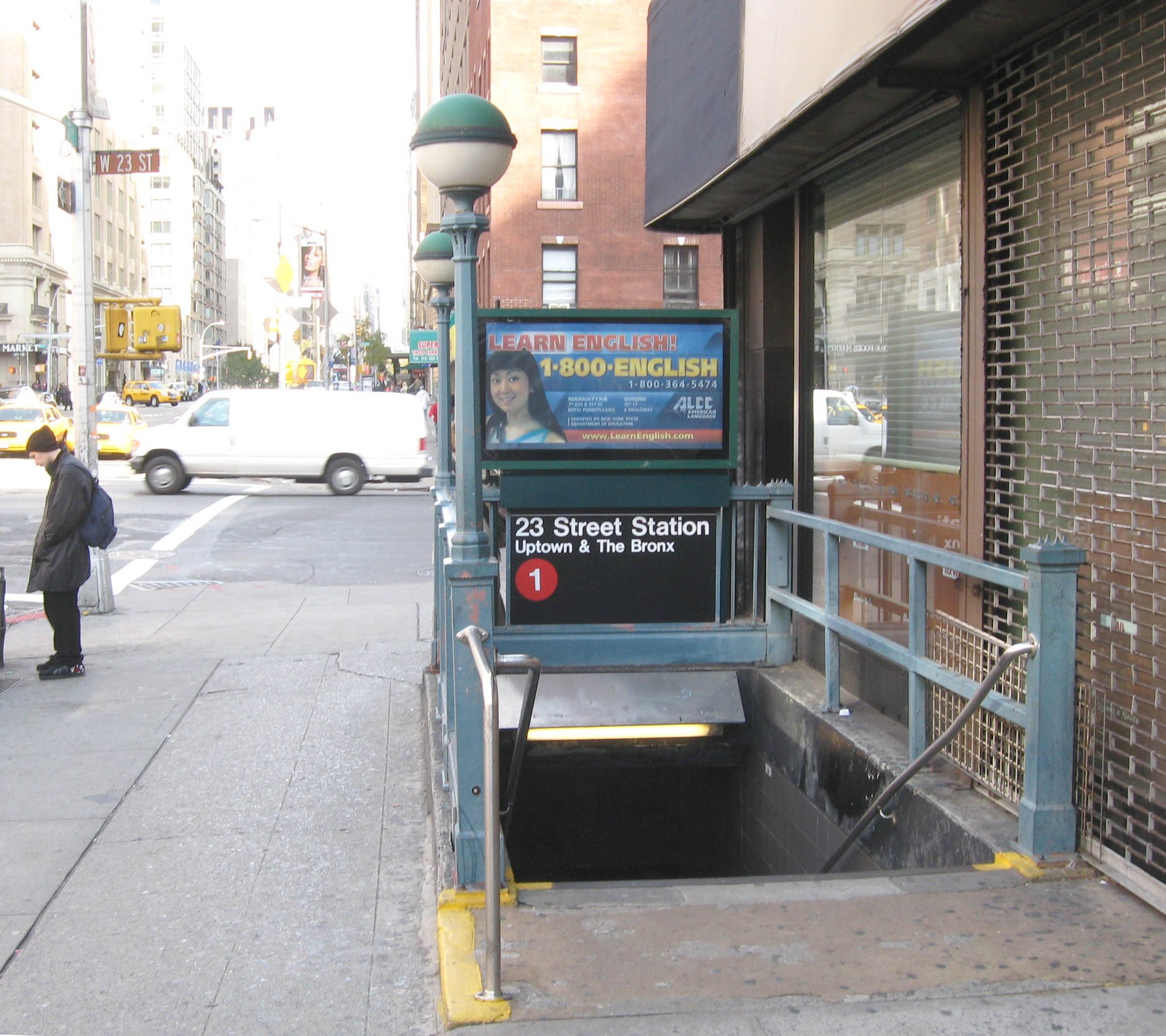
En las estaciones de la Sexta Avenida, la "Calle 23" es el nombre más usado en varias estaciones, sin incluir las variantes. Esta estación de la Calle 23 es de la Línea de la Séptima Avenida-Broadway en Manhattan.

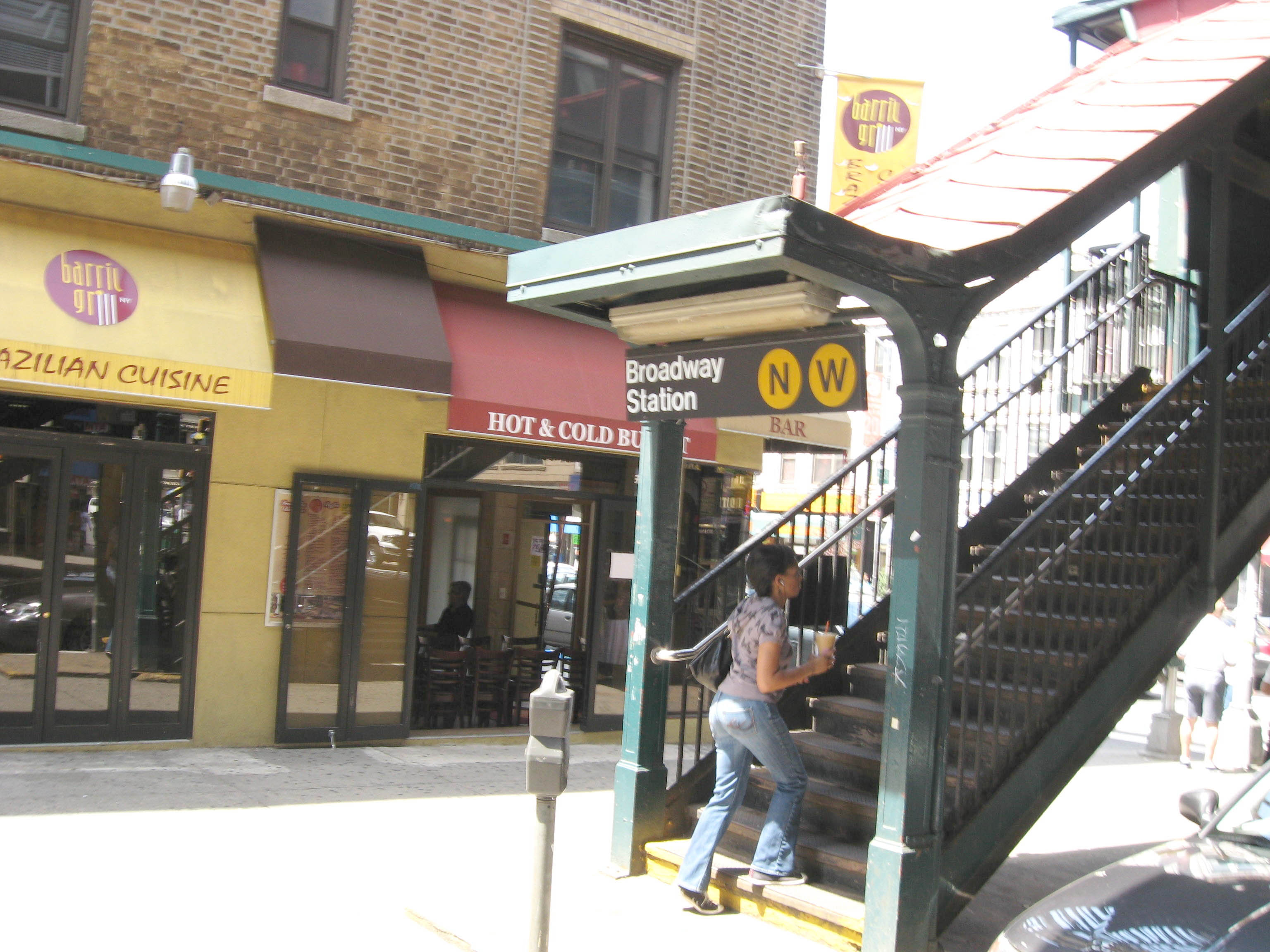
El nombre "Broadway" es usado en tres boroughs, el mayor número de cualquier borough. Broadway también tiene un gran número de estaciones con varias variantes, 10 en total. Esta estación Broadway es de la línea Astoria en Queens.

Hay muchas estaciones que comparten el mismo nombre. Estas estaciones son desambiguadas por la línea en la que se encuentra la estación. La siguiente lista muestra estas ocurrencias presentadas en orden alfabético por Borough, de este a oeste, luego de norte a sur; las estaciones con el mismo nombre que forman un complejo están engrupadas en paréntesis (); las estaciones cerradas o demolidas se encuentran tachadas:
| Nombre de la estación          | Líneas | Boroughs  |
| ------------------------------ | --- | --------- |
| Tercera Avenida                | • línea Pelham • línea White Plains Road | Bronx     |
| Tercera Avenida                | • línea Canarsie | Manhattan |
| Quinta Avenida                 | • línea Broadway • línea Queens Boulevard • línea Flushing                                                                                       | Manhattan |
| Séptima Avenida                | • línea Culver • línea Brighton | Brooklyn  |
| Séptima Avenida                | • (línea de la Sexta Avenida, línea Queens Boulevard)                                                                                            | Manhattan |
| Octava Avenida                 | • línea Sea Beach | Brooklyn  |
| Octava Avenida                 | • línea Canarsie | Manhattan |
| Novena Avenida                 | • (línea West End, BMT Culver Shuttle) | Brooklyn  |
| Calle 14                       | • línea de la Octava Avenida • (línea de la Séptima Avenida, línea de la Sexta Avenida) • (línea Broadway, línea de la Avenida Lexington)        | Manhattan |
| 18.ª Avenida                   | • línea Culver • línea Sea Beach • línea West End                                                                                                | Brooklyn  |
| Calle 18                       | • línea de la Séptima Avenida • línea de la Avenida Lexington                                                                                    | Manhattan |
| 20.ª Avenida                   | • línea Sea Beach • línea West End | Brooklyn  |
| Calle 21                       | • línea Crosstown • línea de la Calle 63 | Queens    |
| Calle 23                       | • línea de la Octava Avenida • línea de la Séptima Avenida • línea de la Sexta Avenida • línea Broadway • línea de la Avenida Lexington          | Manhattan |
| Calle 23                       | • línea Queens Boulevard | Queens    |
| Calle 28                       | • línea de la Séptima Avenida • línea Broadway • línea de la Avenida Lexington                                                                   | Manhattan |
| Calle 33                       | • línea de la Avenida Lexington | Manhattan |
| Calle 33                       | • línea Flushing | Queens    |
| Calle 34                       | • línea de la Octava Avenida • línea de la Séptima Avenida • (línea Broadway, línea de la Sexta Avenida)                                         | Manhattan |
| Calle 36                       | • línea de la Cuarta Avenida | Brooklyn  |
| Calle 36                       | • línea Queens Boulevard • línea Rockaway | Queens    |
| Calle 42                       | • (línea de la Octava Avenida, línea de la Séptima Avenida–Broadway, línea Broadway) • línea de la Sexta Avenida • línea de la Avenida Lexington | Manhattan |
| Calle 46                       | • línea Queens Boulevard • línea Flushing | Queens    |
| Calle 50                       | • línea West End • Bay 50th Street (línea West End)                                                                                              | Brooklyn  |
| Calle 50                       | • (línea de la Octava Avenida, línea Queens Boulevard) • línea de la Séptima Avenida–Broadway                                                    | Manhattan |
| Calle 53                       | • línea de la Cuarta Avenida | Brooklyn  |
| Calle 53                       | • Fifth Ave (línea Queens Boulevard) • Ave Lexington (línea Queens Boulevard)                                                                    | Manhattan |
| Calle 57                       | • línea Broadway • línea de la Sexta Avenida | Manhattan |
| Calle 59                       | • línea de la Cuarta Avenida | Brooklyn  |
| Calle 59                       | • (línea de la Octava Avenida, línea de la Séptima Avenida–Broadway) • línea de la Avenida Lexington                                             | Manhattan |
| Calle 72                       | • línea de la Séptima Avenida–Broadway • línea de la Octava Avenida                                                                              | Manhattan |
| 77                             | • línea de la Cuarta Avenida | Brooklyn  |
| 77                             | • línea de la Avenida Lexington | Manhattan |
| Calle 79                       | • línea West End | Brooklyn  |
| Calle 79                       | • línea de la Séptima Avenida–Broadway | Manhattan |
| 86                             | • línea de la Cuarta Avenida • línea Sea Beach                                                                                                   | Brooklyn  |
| 86                             | • línea de la Séptima Avenida–Broadway • línea de la Octava Avenida • línea de la Avenida Lexington                                              | Manhattan |
| Calle 96                       | • línea de la Séptima Avenida–Broadway • línea de la Octava Avenida • línea de la Avenida Lexington                                              | Manhattan |
| Calle 103                      | • línea de la Séptima Avenida–Broadway • línea de la Octava Avenida • línea de la Avenida Lexington                                              | Manhattan |
| Calle 103                      | • línea Flushing | Queens    |
| Calle 104                      | • línea Jamaica • línea de la Calle Fulton | Queens    |
| Calle 110                      | • línea de la Séptima Avenida–Broadway • línea de la Octava Avenida • línea de la Avenida Lenox • línea de la Avenida Lexington                  | Manhattan |
| Calle 111                      | • línea Flushing • línea Jamaica • línea de la Calle Fulton                                                                                      | Queens    |
| Calle 116                      | • línea de la Séptima Avenida–Broadway • línea de la Octava Avenida • línea de la Avenida Lenox • línea de la Avenida Lexington                  | Manhattan |
| Calle 125                      | • línea de la Séptima Avenida–Broadway • línea de la Octava Avenida • línea de la Avenida Lenox • línea de la Avenida Lexington                  | Manhattan |
| Calle 135                      | • línea de la Octava Avenida • línea de la Avenida Lenox                                                                                         | Manhattan |
| Calle 138                      | • línea de la Avenida Jerome • línea Pelham | Bronx     |
| Calle 145                      | • línea de la Séptima Avenida–Broadway • (línea de la Octava Avenida, línea Concourse) • línea de la Avenida Lenox                               | Manhattan |
| Calle 149                      | • (línea de la Avenida Jerome, línea White Plains Road) • línea White Plains Road (Tercera Avenida) • línea Pelham                               | Bronx     |
| Calle 155                      | • línea de la Octava Avenida • línea Concourse                                                                                                   | Manhattan |
| Calle 161                      | • (línea de la Avenida Jerome, línea Concourse)                                                                                                  | Bronx     |
| Calle 167                      | • línea de la Avenida Jerome • línea Concourse                                                                                                   | Bronx     |
| Calle 168                      | • (línea de la Octava Avenida, línea de la Séptima Avenida–Broadway)                                                                             | Manhattan |
| Calle 170                      | • línea de la Avenida Jerome • línea Concourse                                                                                                   | Bronx     |
| Calle 174                      | • línea Concourse • línea White Plains Road | Bronx     |
| Calle 175                      | • línea Concourse | Bronx     |
| Calle 175                      | • línea de la Octava Avenida | Manhattan |
| Calle 181                      | • línea de la Octava Avenida • línea de la Séptima Avenida–Broadway                                                                              | Manhattan |
| Calle 183                      | • línea de la Avenida Jerome • línea Concourse                                                                                                   | Bronx     |
| Calle 200                      | • línea de la Avenida Jerome • línea de la 3ª Avenida                                                                                            | Bronx     |
| Calle 200                      | • línea de la Octava Avenida | Manhattan |
| Calle 207                      | • línea de la Octava Avenida • línea de la Séptima Avenida–Broadway                                                                              | Manhattan |
| Calle 225                      | • línea White Plains Road | Bronx     |
| Calle 225                      | • línea de la Séptima Avenida–Broadway | Manhattan |
| Avenida Atlantic               | • (línea de la Cuarta Avenida, línea Eastern Parkway, línea Brighton) • línea de la 5ª Avenida • (línea Canarsie, línea de la Calle Fulton)      | Brooklyn  |
| Avenida U                      | • línea Sea Beach • línea Culver • línea Brighton                                                                                                | Brooklyn  |
| Bay Parkway                    | • línea West End • línea Sea Beach • línea Culver                                                                                                | Brooklyn  |
| Avenida Bedford                | • línea Canarsie • línea Crosstown | Brooklyn  |
| Bedford Park Boulevard         | • línea de la Avenida Jerome • línea Concourse                                                                                                   | Bronx     |
| Calle Bergen                   | • línea Culver • línea Eastern Parkway | Brooklyn  |
| Beverley Road                  | • línea Brighton • línea de la Avenida Nostrand                                                                                                  | Brooklyn  |
| Borough Hall                   | • (línea de la Séptima Avenida–Broadway, línea Eastern Parkway) • (línea de la Calle Fulton, línea Culver)                                       | Brooklyn  |
| Broadway                       | • línea Crosstown • línea de la Avenida Myrtle                                                                                                   | Brooklyn  |
| Broadway                       | • línea de la Sexta Avenida • línea de la Octava Avenida                                                                                         | Manhattan |
| Broadway                       | • línea Astoria • línea Flushing | Queens    |
| Broadway Junction              | • (línea Canarsie, línea Jamaica, línea de la Calle Fulton)                                                                                      | Brooklyn  |
| Puente de Brooklyn             | • línea de la Octava Avenida | Brooklyn  |
| Puente de Brooklyn             | • línea de la Avenida Lexington | Manhattan |
| Calle Canal                    | • línea de la Séptima Avenida • línea de la Octava Avenida • (línea Broadway, línea de la Avenida Lexington, línea de la Calle Nassau)           | Manhattan |
| Calle Chambers                 | • línea de la Séptima Avenida • línea de la Octava Avenida • línea de la Calle Nassau                                                            | Manhattan |
| Cathedral Parkway              | • línea de la Séptima Avenida–Broadway • línea de la Octava Avenida                                                                              | Manhattan |
| Avenida Church                 | • línea Culver • línea Brighton • línea de la Avenida Nostrand                                                                                   | Brooklyn  |
| City Hall                      | • línea Broadway • línea de la Avenida Lexington • línea de la Avenida Lexington (loop)                                                          | Manhattan |
| Avenidas Clinton y Washington  | • línea Crosstown • línea de la Calle Fulton | Brooklyn  |
| Coney Island–Avenida Stillwell | • (línea West End, línea Culver, línea Brighton, línea Sea Beach)                                                                                | Brooklyn  |
| Calle Cortlandt                | • línea de la Séptima Avenida • línea Broadway                                                                                                   | Manhattan |
| Calle Court                    | • línea de la Cuarta Avenida • línea de la Calle Fulton                                                                                          | Brooklyn  |
| Avenida DeKalb                 | • (línea de la Cuarta Avenida, línea Brighton) • línea Canarsie                                                                                  | Brooklyn  |
| Calle Dyckman                  | • línea de la Octava Avenida • línea de la Séptima Avenida–Broadway                                                                              | Manhattan |
| Calle 180 Este                 | • (línea White Plains Road, línea de la Avenida Dyre)                                                                                            | Bronx     |
| Avenida Elmhurs                | • línea Flushing • línea Queens Boulevard | Queens    |
| Avenida Flushing               | • línea Jamaica • línea Crosstown | Brooklyn  |
| Fordham Road                   | • línea de la Avenida Jerome • línea Concourse                                                                                                   | Bronx     |
| Fort Hamilton Parkway          | • línea Culver • BMT Culver Shuttle • línea West End • línea Sea Beach                                                                           | Brooklyn  |
| Avenida Franklin               | • (línea de la Calle Fulton, BMT Franklin Ave Shuttle) • línea Eastern Parkway                                                                   | Brooklyn  |
| Calle Fulton                   | • línea Crosstown | Brooklyn  |
| Calle Fulton                   | • (línea de la Avenida Lexington, línea de la Calle Nassau, línea de la Séptima Avenida–Broadway)                                                | Manhattan |
| Grand Central                  | • (línea de la Avenida Lexington, IRT 42nd St Shuttle, línea Flushing)                                                                           | Manhattan |
| Grand Street                   | • línea Canarsie | Brooklyn  |
| Grand Street                   | • línea de la Sexta Avenida | Manhattan |
| Gun Hill Road                  | • (línea White Plains Road, línea de la 3ª Avenida) • línea de la Avenida Dyre                                                                   | Bronx     |
| Calle Halsey                   | • línea Canarsie • línea Jamaica | Brooklyn  |
| Calle Hoytt                    | • línea Eastern Parkway • (línea de la Calle Fulton, línea Crosstown)                                                                            | Brooklyn  |
| Jackson Heights                | • línea Flushing • línea Queens Boulevard | Queens    |
| Calle Jay                      | • (línea de la Calle Fulton, línea Culver) | Brooklyn  |
| Aeropuerto JFK                 | • (línea de la Avenida Archer, línea de la Avenida Archer) • línea Rockaway                                                                      | Queens    |
| Kings Highway                  | • línea Sea Beach • línea Culver • línea Brighton                                                                                                | Brooklyn  |
| Kingsbridge Road               | • línea de la Avenida Jerome • línea Concourse                                                                                                   | Bronx     |
| Avenida Kingston               | • línea de la Calle Fulton • línea Eastern Parkway                                                                                               | Brooklyn  |
| Lafayette                      | • línea de la Calle Fulton | Brooklyn  |
| Lafayette                      | • línea de la Sexta Avenida | Manhattan |
| Avenida Lexington              | • (línea de la Calle 63, línea de la Calle 63) • línea Broadway • línea Queens Boulevard                                                         | Manhattan |
| Calle Lorimer                  | • línea Canarsie • línea Jamaica | Brooklyn  |
| Avenida Metropolitan           | • línea Crosstown | Brooklyn  |
| Avenida Metropolitan           | • línea de la Avenida Myrtle | Queens    |
| Avenida Mott                   | • línea White Plains Road | Bronx     |
| Avenida Mott                   | • línea Rockaway | Queens    |
| Avenida Myrtle                 | • (línea de la Avenida Myrtle, línea Canarsie) • línea Jamaica • línea Crosstown • línea de la Cuarta Avenida                                    | Brooklyn  |
| Avenida New Lots               | • línea Canarsie • línea New Lots | Brooklyn  |
| Newkirk Avenue                 | • línea Brighton • línea de la Avenida Nostrand                                                                                                  | Brooklyn  |
| Norwood                        | • línea Concourse | Bronx     |
| Norwood                        | • línea Jamaica | Brooklyn  |
| Avenida Nostrand               | • línea de la Calle Fulton • línea Eastern Parkway                                                                                               | Brooklyn  |
| Park Place                     | • BMT Franklin Ave Shuttle | Brooklyn  |
| Park Place                     | • línea de la Séptima Avenida | Manhattan |
| Parsons Boulevard              | • línea Queens Boulevard • (línea de la Avenida Archer, línea de la Avenida Archer)                                                              | Queens    |
| Pelham Parkway                 | • línea White Plains Road • línea de la Avenida Dyre                                                                                             | Bronx     |
| Estación Penn                  | • línea de la Octava Avenida • línea de la Séptima Avenida–Broadway                                                                              | Manhattan |
| Avenida Prospect               | • línea White Plains Road | Bronx     |
| Avenida Prospect               | • línea de la Cuarta Avenida | Brooklyn  |
| Prospect Park                  | • línea Culver • (línea Brighton • BMT Franklin Ave Shuttle)                                                                                     | Brooklyn  |
| Queensboro Plaza               | • (línea Astoria, línea Flushing) | Queens    |
| Calle Rector                   | • línea de la Séptima Avenida • línea Broadway                                                                                                   | Manhattan |
| Avenida Rockaway               | • línea de la Calle Fulton • línea New Lots | Brooklyn  |
| South Ferry                    | • (línea de la Séptima Avenida, línea Broadway) • IRT Broadway–7ª Ave & Lexington Ave Loops • líneas elevadas                                    | Manhattan |
| Calle Spring                   | • línea de la Octava Avenida • línea de la Avenida Lexington                                                                                     | Manhattan |
| Sutphin Boulevard              | • línea Queens Boulevard • (línea de la Avenida Archer, línea de la Avenida Archer)                                                              | Queens    |
| Avenida Sutter                 | • línea New Lots • línea Canarsie | Brooklyn  |
| Times Square                   | • (línea de la Séptima Avenida–Broadway, línea Broadway, IRT 42nd St Shuttle, línea Flushing)                                                    | Manhattan |
| Avenida Tremont                | • línea Concourse • línea de la 3ª Avenida • línea White Plains Road • línea Pelham                                                              | Bronx     |
| Union Square                   | • (línea Broadway, línea Canarsie, línea de la Avenida Lexington)                                                                                | Manhattan |
| Avenida Utica                  | • línea de la Calle Fulton • línea Eastern Parkway                                                                                               | Brooklyn  |
| Van Siclen                     | • línea Culver, línea Jamaica • línea de la Calle Fulton • línea New Lots                                                                        | Brooklyn  |
| Wall Street                    | • línea de la Avenida Lexington • línea de la Séptima avenida                                                                                    | Manhattan |
| West Four                      | • ( Línea de la Octava Avenida, línea de la Sexta Avenida)                                                                                       | Manhattan |
| West Eighth Street             | • (línea Brighton, línea Culver) | Brooklyn  |
| Woodhaven Boulevard            | • línea Queens Boulevard • línea Jamaica | Queens    |

- Los trenes del servicio B se detienen en dos estaciones llamadas Séptima Avenida: Séptima Avenida (línea Brighton) en Brooklyn y la Séptima Avenida (línea de la Sexta Avenida) en Manhattan.
- Los trenes del servicio E se detienen en dos estaciones llamadas Calle 23: Calle 23 (línea de la Octava Avenida) en Manhattan y la Calle 23–Avenida Ely (línea Queens Boulevard) en Queens.
- Los trenes del servicio M se detienen en dos estaciones llamadas Avenida Myrtle: Avenida Myrtle–Broadway (línea Jamaica) y las Avenidas Myrtle y Wyckoff (línea de la Avenida Myrtle), ambas en Brooklyn.
- Los trenes del servicio R se detienen en dos estaciones llamadas Calle 36: Calle 36 (línea de la Cuarta Avenida) en Brooklyn y la Calle 36 (línea Queens Boulevard) en Queens.
- Los trenes del servicio V se detienen en dos estaciones llamadas Calle 23: Calle 23 (línea de la Sexta Avenida) en Manhattan y la Calle 23–Avenida Ely (línea Queens Boulevard) en Queens.

## Estaciones más transitadas
Esta tabla muestra las 10 estaciones más transitadas del Metro de Nueva York por número de pasajeros, según datos de 2008.
| Rank | Estación                         | Pasajeros |
| ---- | -------------------------------- | --------- |
| 1    | Times Square–Calle 42            | 189,507   |
| 2    | Grand Central–Calle 42           | 153,746   |
| 3    | Calle 34–Herald Square           | 126,117   |
| 4    | Calle 14–Union Square            | 109,272   |
| 5    | Cale 34– Estación Penn (7ª Ave)  | 92,750    |
| 6    | Calle 34– Estación Penn (8ª Ave) | 85,541    |
| 7    | Calle 59–Columbus Circle         | 66,969    |
| 8    | Avenida Lexington/Calles 51 y 53 | 70,666    |
| 9    | Avenida Lexington/Calle 59       | 65,013    |
| 10   | Fulton Street Transit Center     | 68,974    |